# Calle de las Nieves
La calle de la Nieves es una vía pública de la ciudad española de Segovia.

## Descripción
Sita en el barrio de San Lorenzo, la vía discurre desde la calle de San Vicente el Real hasta desembocar en la avenida de la Vía Roma. El título lo debe a una ermita, la de Nuestra Señora de las Nieves, que existió en el lugar. La vía aparece descrita en Las calles de Segovia (1918) de Mariano Sáez y Romero con las siguientes palabras:

Nieves.—Es una calle o camino en el barrio de San Lorenzo, que desde la calle del Puente conduce a la carretera de Boceguillas. En este sitio había antiguamente una pequeña ermita, dedicada a Nuestra Señora de las Nieves. El suelo es un peñasco granítico, del que constantemente se saca y se labra piedra para obras y construcciones, no sólo de Segovia, sino también de fuera, pues la piedra es dura, compacta y de inmejorable calidad. Sigue el sitio conocido por las Nieves al otro lado de la carretera y orilla izquierda del Ciguiñuela, que también se suele decir las Delicias, continuando las grandes masas graníticas y a poca distancia hay una pequeña fuente natural, conocida por las Nieves. Estos lugares, con otros, son tomados por muchas familias el día del Patrón, San Frutos, para acampar con meriendas y pasar la tarde de baile y en franca algarabía, tradicional costumbre que, como otras, va decayendo, y es, en verdad, digna de grata recordación.
(Sáez y Romero, 1918, pp. 119-120)